# Kalifornium-oxiklorid
A kalifornium-oxiklorid (CfOCl) egy radioaktív vegyület. Először 1960-ban állították elő mérhető mennyiségben. Egy kalifornium atomból és három oxikloridcsoportból áll. A kalifornium-oxiklorid az elsőként izolált kaliforniumvegyület. Olvadáspontja 900 °C. Sűrűsége 15100 kg m−3.
Kalifornium(III)-klorid hidrolízisével lehet előállítani 280–320 °C-on. Kristályszerkezete tetragonális (PbFCl típusú), rácsállandók  a = 395,6 ± 0,2 pm és c = 666,2 ± 0,9 pm.
Standart keletkezési entalpiája (ΔfH0) 298 K hőmérsékleten a számítások szerint −920 ± 7 kJ·mol−1.

## Fordítás
- Ez a szócikk részben vagy egészben  a   Californium oxychloride című angol Wikipédia-szócikk fordításán alapul.  Az eredeti cikk szerkesztőit annak laptörténete sorolja fel. Ez a jelzés csupán a megfogalmazás eredetét és a szerzői jogokat jelzi, nem szolgál a cikkben szereplő információk forrásmegjelöléseként.
- Ez a szócikk részben vagy egészben  a   Californium(III)-oxichlorid című német Wikipédia-szócikk fordításán alapul.  Az eredeti cikk szerkesztőit annak laptörténete sorolja fel. Ez a jelzés csupán a megfogalmazás eredetét és a szerzői jogokat jelzi, nem szolgál a cikkben szereplő információk forrásmegjelöléseként.